# Jan Sanders van Hemessen
Jan Sanders van Hemessen (Hemiksem, 1500 – Haarlem, 1566) fue un pintor flamenco del Renacimiento nórdico, representante destacado de la escuela manierista de Amberes. 

## Biografía
Nació en Hemiksem, lugar llamado entonces Hemessen o Heymissen, de ahí el apellido con el que se le conoce. Se formó en Italia. En 1524 se estableció en Amberes, donde instaló un taller muy activo.  

### Su obra
Pintó obras de asunto religioso, retratos (género en el que también destacó su hija Catharina van Hemessen) y alegorías moralizantes en las que representaba defectos humanos como la avaricia y la vanidad. También cultivó las escenas de género. 
Obras suyas son El cirujano o la extracción de la piedra de la locura y Virgen con el niño (ambas en el Museo del Prado, Madrid),San Jerónimo en el Museo del Hermitage de San Petersburgo, y La vocación de san Mateo del Museo Metropolitano de Arte, Nueva York.
En 2022 se identificó como obra de Van Hemessen un tríptico de la capilla de la Natividad de la catedral de Burgos.

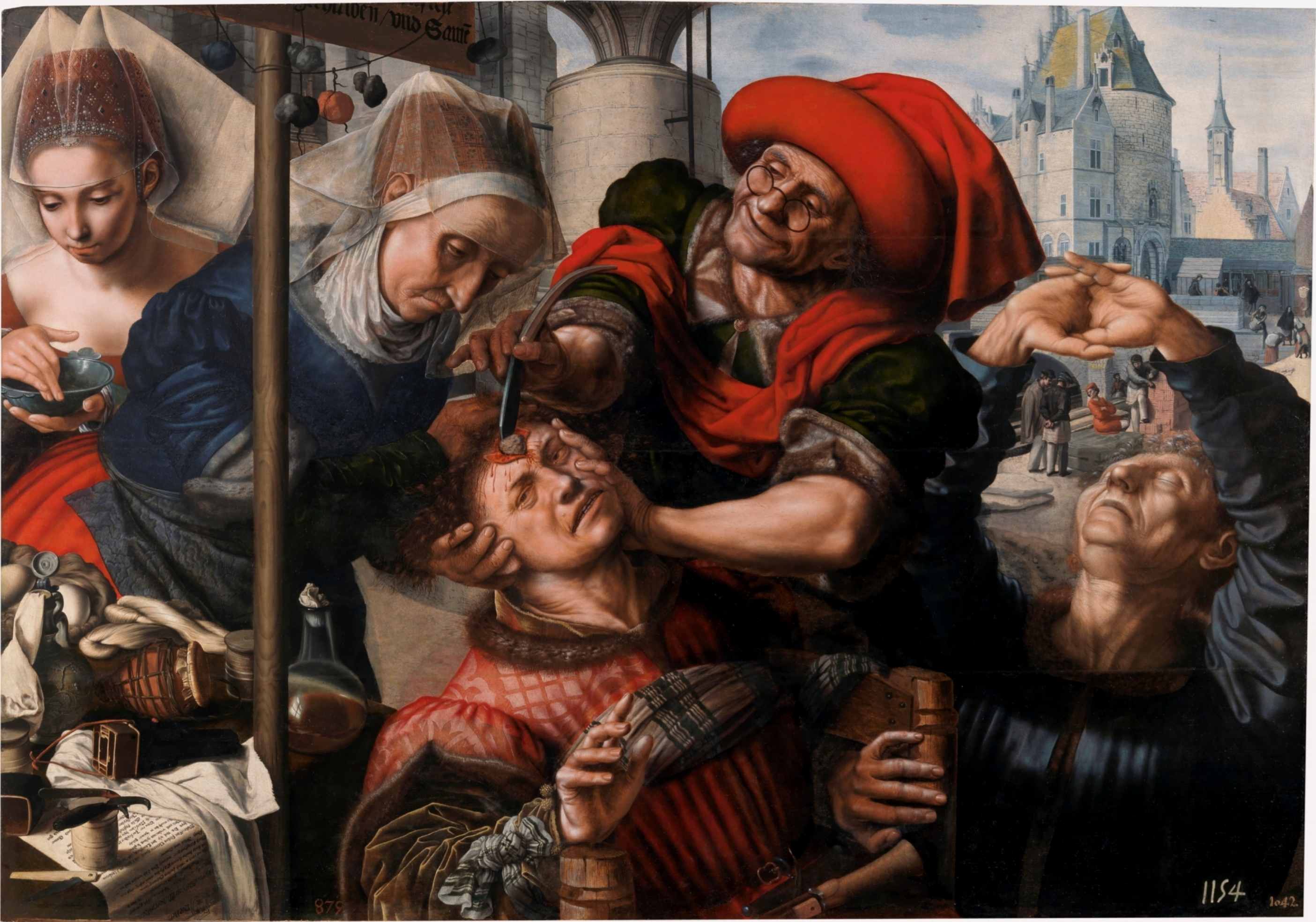
El cirujano, óleo sobre tabla, 100 x 141 cm, Madrid, Museo del Prado.